# Economia de dades
L'economia de dades és un ecosistema digital en el qual les dades són recopilades, organitzades i intercanviades per una xarxa d'empreses, individus i institucions per crear valor econòmic. Les dades són recollides per una varietat d'agents, com motors de cerca, xarxes socials, comerços en línia, comerços híbrids, passarel·les de pagament, proveïdors de software com a servei (SaaS) i un nombre creixent d'empreses que fabriquen dispositius connectats a l'Internet de les coses. Un cop recol·lectades, aquestes dades són normalment traspassades a altres individus o empreses, sovint a canvi d'una compensació econòmica. Als Estats Units, l'Agència de Protecció Financer del Consumidor i altres agències han desenvolupat un primer model per regular l'economia de les dades.:531-32
Emmagatzemar i assegurar les dades recol·lectades representa una part significativa de l'economia de dades.

## Categories de l'economia de dades

### Economia de dades massives
Les dades massives es defineixen com l'anàlisi a gran escala basat en algoritmes de dades amb finalitats de predicció, mesura i governança.

### Economia de dades dirigida per humans
L'economia de dades dirigida per humans és un projecte per construir una economia de dades justa i funcional en la qual les dades són controlades i utilitzades justament i d'una manera ètica i orientada cap a les persones. L'economia de dades dirigida per humans està lligada al Moviment MyData i és una manera d'abordar la gestió de les dades personals enfocada en les persones.

### Economia de dades personals
L'economia de dades personals consisteix d'individus i empreses que utilitzen o intercanvien dades personals, les quals les persones subministren directament o indirecta. Els consumidors es converteixen en proveïdors i controladors.

### Economia d'algoritmes
En una economia d'algoritmes, les empreses i els individus poden comprar, vendre, intercanviar o donar algoritmes individuals o aplicacions per peces, aprofitant els mercats especialitzats.

## Transició a l'economia de dades

### Mida del mercat
La mida del mercat de la UE era estimada en més de 285 mil milions d'euros al 2015, representant més del 1,94% del PIB de la UE. Sectors clau de l'economia de dades són o están en el process de convertir-se en sectors orientats per les dades. Per exemple, les indústries de la fabricació, agricultura, automoció, telecomunicació, sanitat i farmacèutica estan al nucli de l'economia de dades.

### Beneficis
La gestió d'informació personal fa el dia a dia més fàcil i aporta al benestar. Un procediment unificat dona possibilitats per innovacions orientades als usuaris i activitats empresarials.
Les persones tenen control sobre les dades que els concerneixen. Les persones poden definir activament els serveis i les condicions en què s'utilitza la seva informació personal. Els proveïdors de serveis dignes de la confiança de la gent també poden tenir accés a serveis electrònics de dades molt més amplis i variats.

### Reptes
Els enfocaments cap a les filtracions de dades són problemàtics. Els problemes difícils inclouen la compensació a les víctimes, els incentius perquè les empreses inverteixin en la seguretat de les dades i les incerteses per a les empreses sobre les càrregues normatives i els riscos de litigis. A més, la portabilitat de dades pot disminuir l'interès per les innovacions.

### Regulació
La regulació de l'economia de les dades està estretament lligada a la privadesa. L'enfocament actual és la flexibilitat, trobar un equilibri entre protegir la privadesa i permetre que els ciutadans decideixin per ells mateixos. La normativa GDPR de la Unió Europea és una pedra angular d'aquest nou marc normatiu. Cal un nou paradigma per a la governança de dades, amb l'ètica de les dades com a component central en totes les reformes normatives.

## Crítica
L'economia de les dades planteja preocupacions sobre les incerteses i la incoherència normativa, la privadesa, l'ètica, la pèrdua de control de les dades, la seva propietat i els drets relacionats. Els models matemàtics i els algoritmes basats en ells són massa sovint opacs, no regulats i incontestables.
S'han plantejat algunes preocupacions sobre les empreses d'Internet que controlen el flux de dades i les fan servir per obtenir poder.
Les crítiques expressades a l'esborrany del Reglament General de Protecció de Dades ( GDPR ) de 2012 de la Comissió Europea ara han donat lloc a regulacions concretes:
"És per això que és hora de construir un marc de protecció de dades més sòlid i més coherent a la UE, recolzat per una forta execució que permeti que l'economia digital es desenvolupi en tot el mercat interior, que els individus tinguin el control de les seves pròpies dades i reforci les lleis i seguretat pràctica per als operadors econòmics i les autoritats públiques”.